# أنطوان دوبونت
أنطوان دوبونت (بالفرنسية: Antoine Dupont)‏ هو لاعب اتحاد الرغبي فرنسي، ولد في 15 نوفمبر 1996 في Lannemezan ‏ في فرنسا.

## وصلات خارجية
- أنطوان دوبونت عل موقع إسبنسكروم (الإنجليزية)
- أنطوان دوبونت على موقع ItsRugby.co.uk (الإنجليزية)
- أنطوان دوبونت على موقع اللجنة الأولمبية الدولية (الإنجليزية)